# Dörnitz

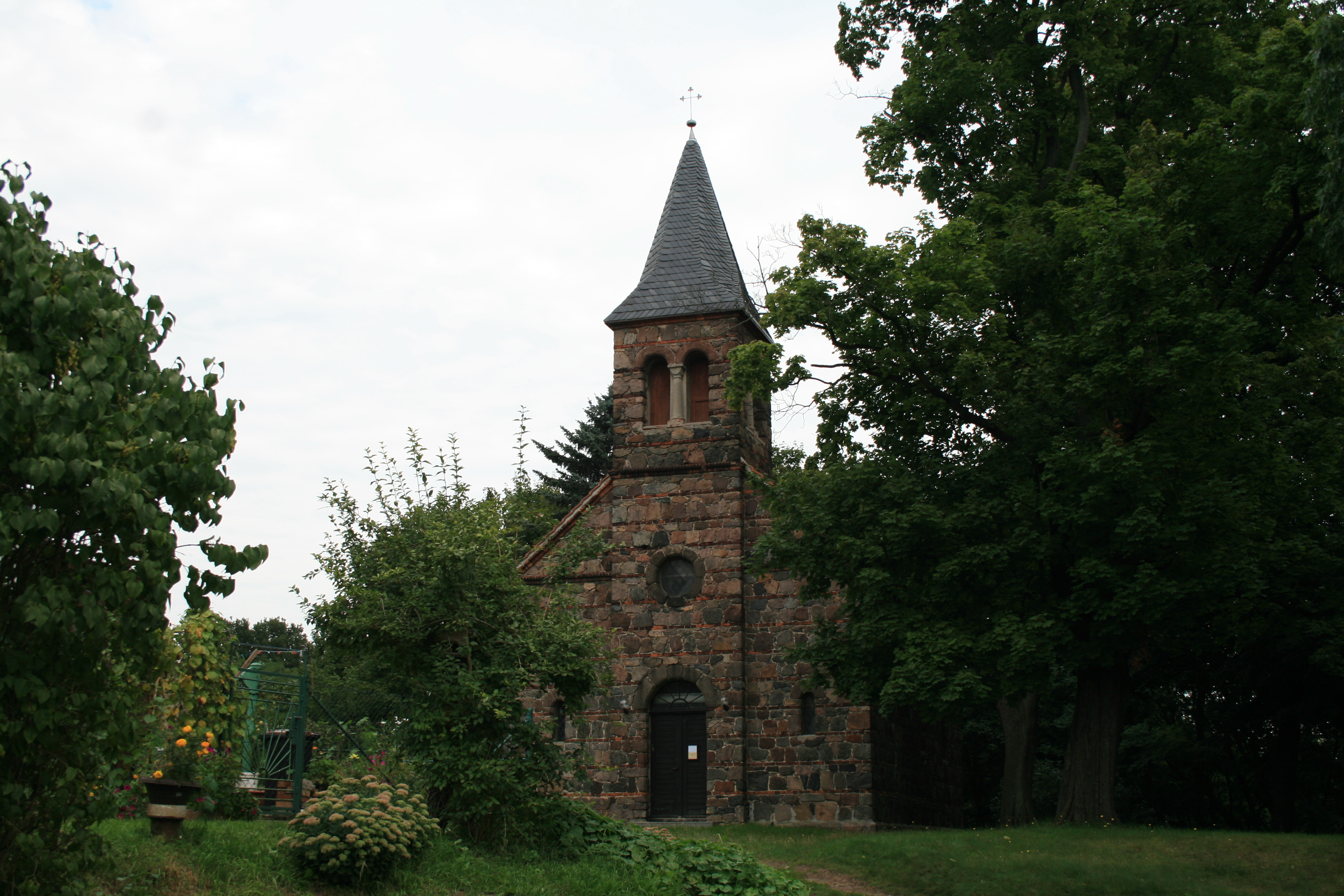
Ansicht der Dorfkirche von der westlich liegenden Straße Am Kirchberg (2015)

Dörnitz ist eine Ortschaft und ein Ortsteil von Möckern im Landkreis Jerichower Land in Sachsen-Anhalt.

## Geografie
Dörnitz liegt etwa neun Kilometer südwestlich von Ziesar und 35 km östlich von Magdeburg am Rande vom Truppenübungsplatz Altengrabow. Durch den Ort fließt die Gloine. Zu Dörnitz gehörte der Ortsteil Altengrabow.
Der Jahresniederschlag liegt bei 566 mm und liegt damit im unteren Viertel der in Deutschland erfassten Werte. An 14 % der Messstationen des Deutschen Wetterdienstes werden niedrigere Werte registriert. Der trockenste Monat ist der Februar, die meisten Niederschläge fallen im Juni. Im Juni fallen 1,8 mal mehr Niederschläge als im Februar. Die Niederschläge variieren kaum und sind sehr gleichmäßig übers Jahr verteilt. An nur sieben Prozent der Messstationen in Deutschland werden niedrigere jahreszeitliche Schwankungen registriert.

## Geschichte
Im Jahre 1447 wurde der Ort in einer Belehnung eines Dietrich Kross erstmals urkundlich erwähnt. Eine weitere Belehnung dieses Herrn findet sich im Jahre 1461 und im Jahre 1467, letztere allerdings auf den Namen Jan Kross. In allen drei Urkunden wird der aus dem Slawischen stammende Ortsname Dernitz genannt.
Im Jahr 1847 wurde „Dörniz“ im „Topographisch-statistischen Handbuch des Preussischen Staats“ gelistet. Zum Kirchdorf zählten ein Rittergut, eine Papiermühle, eine Mahlmühle, 21 Häuser und 130 Seelen.
Der Truppenübungsplatz wurde ab 1893 eingerichtet und über Jahrzehnte ausgebaut. Genutzt wurden die Einrichtungen im Ersten und Zweiten Weltkrieg zeitweise als Kriegsgefangenenlager (Stalag XI A), HJ-Ausbildungslager, Heeresbauamt, Heeresforstamt, Munitionsfabrik mit Zwangsarbeiterinnenlager für ukrainische und polnische Frauen und Mädchen. Nach dem Zweiten Weltkrieg war hier bis 1994 ein Standort der Sowjetarmee (GSSD) und danach der Bundeswehr.
Am 1. Januar 2009 wurde die zuvor selbstständige Gemeinde Dörnitz nach Möckern eingemeindet.

## Politik
Ortsbürgermeister ist Steven Wald.

### Wappen
Blasonierung: „In Gold zwei gekreuzte schwarze Kanonenrohre mit silbernen Zündlöchern über einem achtspeichigen roten Mühlrad.“
Das Wappen wurde 2004 vom Kommunalheraldiker Jörg Mantzsch gestaltet und am 25. Januar 2008 durch den Landkreis genehmigt.
Die Farben der Gemeinde sind – ausgehend von der Tingierung des Wappens Rot – Gold (Gelb).

### Flagge
Die Flagge ist gelb – rot – gelb (1:4:1) gestreift (Querform: Streifen waagerecht verlaufend, Längsform: Streifen senkrecht verlaufend) und mittig mit dem Gemeindewappen belegt.

## Verkehr
Zur Bundesstraße 107, die Genthin mit Coswig (Anhalt) verbindet, sind es in nordöstlicher Richtung ca. 13 km. Die Bundesautobahn 2 mit der Anschlussstelle Ziesar (76) wird in elf Kilometern erreicht.

## Söhne und Töchter des Ortes
- Bernhard Baatz (1910–1978), später SS-Obersturmbannführer, Kriegsverbrecher (u. a. Führer des Einsatzkommandos 1).